# Kenan Bajrić
Kenan Bajrić [kenan bajrič] (* 20. prosince 1994, Lublaň) je slovinský fotbalový obránce či záložník a reprezentant, od ledna 2018 hráč slovenského mužstva ŠK Slovan Bratislava. Nejčastěji nastupuje na pozici středního obránce. Mimo Slovinsko působil na klubové úrovni na Kypru.

## Klubová kariéra
Svoji fotbalovou kariéru začal v klubu NK Interblock. V mládežnických kategoriích vedly jeho kroky do celku NK Olimpija Lublaň, jehož je odchovanec.

### NK Olimpija Lublaň
Ligovou premiéru v dresu prvního týmu si odbyl ve věku 17 let proti mužstvu NK Mura, utkání 35. kola hraného 17. května 2012 skončilo domácí výhrou Lublaně v poměru 3:1. Svůj první ligový gól za Olimpiji zaznamenal 10. 8. 2014 v souboji s klubem NK Radomlje (výhra 4:1), když v 71. minutě zvyšoval na 3:0. V ročníku 2015/16 získal s týmem ligový titul. Na jaře 2017 došel s Olimpijí až do finále slovinského poháru, v němž mužstvo podlehlo klubu NK Domžale 0:1. S celkem se rovněž představil v předkole Ligy mistrů UEFA a Evropské ligy UEFA. V Lublani se postupem času stal oporou a patřil k nejlepším stoperům slovinské nejvyšší soutěže. Nejvíce se mu dařilo na podzim 2017, v němž nastoupil ke všem 18 ligovým zápasům a vstřelil tři branky. Během celého svého působení odehrál ve všech soutěžích 128 střetnutí, ve kterých zaznamenal šest přesných střeleckých zásahů. V jarní části ročníku 2017/18 získala Olimpija „double“, tzn. ligový titul a triumf v domácím poháru a Bajrić se na tomto úspěchu částečně podílel.

### ŠK Slovan Bratislava
V lednu 2018 přestoupil za 600 tisíc € na Slovensko, kde se dohodl na smlouvě platné na čtyři a půl roku se Slovanem Bratislava.

#### Sezóna 2017/18
Ligovou premiéru v dresu bratislavského týmu absolvoval ve 20. kole hraném 18. 2. 2018 proti Zemplínu Michalovce (remíza 1:1), odehrál celý zápas. 1. května 2018 nastoupil za Slovan ve finále slovenského poháru hraného v Trnavě proti celku MFK Ružomberok, "belasí" porazili svého soupeře v poměru 3:1 a obhájili tak zisk této trofeje z předešlé sezony 2016/17.

#### Sezóna 2018/19
Se Slovanem postoupil přes moldavský tým FC Milsami Orhei (výhry 4:2 a 5:0) a mužstvo Balzan FC z Malty (prohra 1:2 a výhra 3:1) do třetího předkola Evropské ligy UEFA 2018/19, v němž "belasí" vypadli po výhře 2:1 a prohře 0:4 s rakouským celkem Rapid Vídeň. Poprvé v sezoně se trefil ve 13. kole v souboji s klubem FK Železiarne Podbrezová (výhra 2:0), když ve druhé minutě otevřel skóre zápasu. Se Slovanem získal 14. dubna 2019 po výhře 3:0 nad týmem MŠK Žilina šest kol před koncem ročníku mistrovský titul.

#### Sezóna 2019/20
S "belasými" se představil v prvním předkole Ligy mistrů UEFA 2019/2020 proti černohorskému celku FK Sutjeska Nikšić a po vypadnutím s tímto soupeřem bylo jeho mužstvo přesunuto do předkol Evropské ligy UEFA 2019/2020, kde se Slovanem postoupil přes kosovský klub KF Feronikeli (výhry doma 2:1 a venku 2:0), tým Dundalk FC z Irska (výhry doma 1:0 a venku 3:1) a řecké mužstvo PAOK Soluň (výhra doma 1:0 a prohra venku 2:3) do skupinové fáze. Se Slovanem byli zařazeni do základní skupiny K, kde v konfrontaci s kluby Beşiktaş JK (Turecko), SC Braga (Portugalsko) a Wolverhampton Wanderers FC (Anglie) skončil s "belasými" na třetím místě tabulky a do jarního play-off s nimi nepostoupil.
Svůj první ligový gól v ročníku zaznamenal v pátém kole 17. 8. 2019 v souboji s týmem ŠKF iClinic Sereď, když při vysoké výhře 4:0 na půdě soupeře otevřel ve 25. minutě skóre utkání. Podruhé v sezoně skóroval proti mužstvu FK Senica (výhra 2:0), trefil se v úvodní nastavené minutě prvního poločasu. Svoji třetí branku v ročníku dal 20. června 2020 proti klubu MŠK Žilina, Se Slovanem v tomto zápase porazil soupeře 3:2 a obhájil s ním díky tomuto vítězství titul z předešlé sezony 2018/19. S "belasými" ve stejném ročníku triumfoval i ve slovenském poháru a získal tak s týmem „double“.

#### Sezóna 2020/21
Za Slovan odehrál zápas druhého předkola Evropské ligy UEFA 2020/21 proti finskému mužstvu Kuopion Palloseura, se kterým po prohře 1:2 po penaltovém rozstřelu společně se svými spoluhráči ze soutěže vypadl. Svůj první gól v ročníku dal 20. září 2020 v souboji s klubem MŠK Žilina, když po přesném přihrávce Mohy srovnával na konečných 2:2. Podruhé v sezoně vsítil branku ve 26. kole v souboji proti v té době druhému týmu tabulky FC DAC 1904 Dunajská Streda (remíza 2:2), když v 77. minutě dával na 2:1. Na jaře 2021 vybojoval se Slovanem již třetí ligový primát v řadě. Zároveň s klubem získal podruhé za sebou po výhře 2:1 po prodloužení nad celkem MŠK Žilina domácí pohár a týmu pomohl poprvé v jeho historii k obhájení doublu.

#### Sezóna 2023/24
Se Slovanem postoupili přes lucemburské mužstvo FC Swift Hesper (remíza 1:1 doma a výhra 2:0 venku) a celek HŠK Zrinjski Mostar z Bosny a Hercegoviny (výhra 1:0 venku a remíza 2:2 doma) do třetího předkola Ligy mistrů UEFA 2023/2024, ve kterém vypadli po prohrách 1:2 doma a 1:3 venku s izraelským klubem Makabi Haifa FC a byli přesunuti do čtvrtého předkola - play-off Evropské ligy UEFA 2023/2024, ve kterém nepostoupili po domácí výhře 2:1 a prohře 2:6 venku přes tým Aris Limassol z Kypru a kvalifikovali se tak do skupinové fáze Evropské Konferenční ligy UEFA 2023/2024. Se Slovanem Bratislava byli zařazeni do základní skupiny A, kde v konfrontaci s mužstvy Lille OSC (Francie) - (prohra 1:2 venku a remíza 1:1 doma), NK Olimpija Lublaň (Slovinsko) - (výhra 1:0 venku a prohra 1:2 doma) a KÍ Klaksvík (Faerské ostrovy) - (výhry doma i venku 2:1). skončili se ziskem deseti bodů na druhém místě tabulky a podruhé za sebou postoupili do jarní vyřazovací části této soutěže. V ní však vypadli se spoluhráči již v šestnáctifinále po prohrách 1:4 venku a 0:1 doma se Sturmem Graz z Rakouska. Celkem v tomto ročníku pohárové Evropy nastoupil Bajrić k 16 utkáním, v nichž gól nedal. V květnu 2024 uzavřel s vedením Slovanu Bratislava nový čtyřletý kontrakt. Na jaře 2024 pomohl Slovanu k šestému ligovému titulu v řadě a celkově jubilejnímu 30. v historii klubu.

#### Sezóna 2024/25
Se Slovanem Bratislava postoupil na podzim 2024 přes severomakedonský tým FC Struga (výhry 4:2 doma a 2:1 venku), mužstvo NK Celje ze Slovinska (remíza 1:1 venku a výhra 5:0 doma), klub APOEL FC z kyperského města Nikósie (výhra 2:0 doma a remíza 0:0 venku) a celek FC Midtjylland z Dánska (remíza 1:1 venku a výhra 3:2 doma) z prvního předkola až do hlavní části Ligy mistrů UEFA 2024/2025, do které se bratislavský tým dostal poprvé ve své historii. V ligové fázi tehdy hrající se novým formátem se se spoluhráči střetli s týmy Manchester City FC (Anglie) - (prohra 0:4 doma), FC Bayern Mnichov (Německo) - (prohra 1:3 venku), Atlético Madrid (Španělsko) - (prohra 1:3 venku), AC Milán (Itálie) - (prohra 2:3 doma), GNK Dinamo Záhřeb (Chorvatsko) - (prohra 1:4 doma), Celtic FC (Skotsko) - (prohra 1:5 venku), VfB Stuttgart (Německo) - (prohra 1:3 doma) a Girona FC (Španělsko) - (prohra 0:2 venku) a v konečné tabulce složené ze všech mužstev postoupivších do ligové fáze skončili na 35. místě a do vyřazovací fáze nepostoupili. Celkem v této sezoně pohárové Evropy odehrál Bajrić všech 16 střetnutí, v nichž branku nevstřelil. Svůj první gól v ročníku v lize zaznamenal ve 23. kole hraném 9. března 2025 na hřišti mužstva FC Košice (výhra 3:2), když ve 45. minutě dával na 2:1. Podruhé v sezoně skóroval v následujícím kole 16. března 2025 v derby se Spartakem Trnava, když v nastavení druhého poločasu srovnával na konečných 1:1. Na jaře 2025 vybojoval se Slovanem Bratislava po domácí výhře 4:3 nad celkem MŠK Žilina sedmý ligový titul v řadě.

### Pafos FC (hostování)
V červenci 2021 odešel i kvůli konkurenci na postě stopera (středního obránce) na roční hostování na Kypr do klubu Pafos FC. Sešel se zde se svým krajanem, trenérem Darkem Milaničem, který jej vedl ve Slovanu. Debut v tamní nejvyšší soutěži si odbyl 21. 8. 2021 v úvodním kole v souboji s APOELem FC, když při vysoké výhře 4:0 odehrál na celých 90 minut. Po roce bylo jeho působení prodlouženo o 12 měsíců. V létě 2023 se na start letní přípravy vrátil do Slovanu Bratislava.

## Klubové statistiky
Aktuální k 18. květnu 2025
| Sezona    | Klub                 | Soutěž       | Zápasy | Góly |
| --------- | -------------------- | ------------ | ------ | ---- |
| 2011/2012 | NK Olimpija Lublaň   | 1. SNL       | 2      | 0    |
| 2012/2013 | NK Olimpija Lublaň   | 1. SNL       | 2      | 0    |
| 2013/2014 | NK Olimpija Lublaň   | 1. SNL       | 14     | 0    |
| 2014/2015 | NK Olimpija Lublaň   | 1. SNL       | 33     | 2    |
| 2015/2016 | NK Olimpija Lublaň   | 1. SNL       | 21     | 1    |
| 2016/2017 | NK Olimpija Lublaň   | 1. SNL       | 24     | 0    |
| 2017/2018 | NK Olimpija Lublaň   | 1. SNL       | 18     | 3    |
| 2017/2018 | ŠK Slovan Bratislava | Fortuna liga | 13     | 0    |
| 2018/2019 | ŠK Slovan Bratislava | Fortuna liga | 31     | 1    |
| 2019/2020 | ŠK Slovan Bratislava | Fortuna liga | 17     | 3    |
| 2020/2021 | ŠK Slovan Bratislava | Fortuna liga | 26     | 2    |
| 2021/2022 | Pafos FC (host.)     | A' katigoría | 30     | 0    |
| 2022/2023 | Pafos FC (host.)     | A' katigoría | 35     | 0    |
| 2023/2024 | ŠK Slovan Bratislava | Niké liga    | 27     | 0    |
| 2024/2025 | ŠK Slovan Bratislava | Niké liga    | 27     | 2    |
| 2025/2026 | ŠK Slovan Bratislava | Niké liga    |        |      |

## Reprezentační kariéra
Je bývalý mládežnický reprezentant, hrál za slovinské výběry do 18 a 21 let.

### A-mužsto
V A-týmu Slovinska debutoval v přátelském utkání hraném v Nyíregyháze 11. listopadu 2020 proti Ázerbájdžánu (remíza 0:0), odehrál celých devadesát minut.

### Reprezentační zápasy
Zápasy Kenana Bajriće v A-týmu slovinské reprezentace
| 2020                 | 2 | 0 |
| 2021                 | 2 | 0 |
| 2022                 | 0 | 0 |
| 2023                 | 0 | 0 |
| 2024                 | 1 | 0 |
| Celkem               | 5 | 0 |
| Platí k 18. 10. 2024 |   |   |